# Thelma Coyne-Long
Thelma Coyne-Long, geboren Thelma Dorothy Coyne (Sydney, 14 oktober 1918 – Narrabeen, 13 april 2015) was een tennisspeelster uit Australië. Zij was actief in het internationale tennis van 1935 tot en met 1959 en won twee keer de enkelspeltitel op de Australian Championships, alsmede twaalf titels in het dubbelspel en vier in het gemengd dubbelspel. Eén keer won zij het gemengd dubbelspel op Roland Garros.

## Privé
Thelma Coyne was het enige kind van Tom en Dorrie Coyne, en ging naar school op de Sydney Girls' High School. Op 30 januari 1941 trad zij in het huwelijk met Maurice Newton Long; na de Tweede Wereldoorlog werd dit huwelijk ontbonden. Ook daarna bleef zij haar gehuwde naam hanteren.

## Loopbaan
De geschiedenis van de tennissport in Australië kon niet worden geschreven zonder Thelma Coyne-Long – achttien van haar negentien grandslamtitels won zij op Australische bodem. Zij was een veelzijdig kampioen: zij won trofeeën zowel in het enkelspel als in het dubbel- en gemengd dubbelspel. Coyne-Long speelde rechtshandig.
In 1935, op zestienjarige leeftijd, won zij de Australische grandslamtitel bij de junioren. Later dat jaar won zij bij de volwassenen het kampioenschap van New South Wales.
Coyne domineerde de Australian Championships gedurende meer dan twee decennia: van 1936 tot 1958. Coyne won twaalf dubbelspeltitels op de Australische kampioenschappen – niemand, vrouw noch man, veroverde er meer. Tien van deze twaalf dubbelspeltitels won zij samen met haar landgenote Nancye Wynne-Bolton – dit koppel houdt het record voor de meeste Australische dubbelspeltitels (mannen èn vrouwen).
In totaal won Coyne-Long twee titels in het enkelspel, twaalf in het dubbelspel en in het gemengd dubbelspel vier op de Australian Championships plus één op Roland Garros. In 1952 voltooide zij een zeldzame Australische drieslag: zij won dat jaar de titels in alle drie disciplines. Bij de Australische dames is zij de oudste enkelspelkampioene in de geschiedenis (zij won het 1954-evenement op de leeftijd van 35 jaar en acht maanden), alsmede de oudste dubbelspelwinnares op het Australische kampioenschap (39 jaar en 7 maanden oud claimde zij de titel in 1958).
Coyne won negen Australische dubbelspeltoernooien voordat zij ook in het enkelspel zegevierde. Na het bereiken van de enkelspelfinale in 1940 en 1951, brak zij in 1952 door met een daverende 6-2, 6-3 overwinning op Helen Angwin. Coyne bereikte de finale in drie opeenvolgende jaren (1954, 1955, 1956) en registreerde in 1954 haar tweede zege, nu tegen Jenny Staley, 6-3, 6-4. Haar lange loopbaan met behoud van een hoog spelniveau was indrukwekkend. Coyne bereikte in 1952 op Wimbledon en op de Amerikaanse kampioenschappen de kwartfinales in het enkelspel, wat zij op Roland Garros al een jaar eerder had gedaan.
De enige grandslamtitel die Coyne-Long buiten haar thuisland won, was die op Roland Garros 1956 in het gemengd dubbelspel, samen met de Chileen Luis Ayala. Zij bereikte de finale van het gemengd dubbelspel van Wimbledon 1952 met Enrique Morea uit Argentinië, evenals de finale van het Amerikaanse kampioenschap 1952 met landgenoot Lew Hoad. In beide gevallen verloren Long en haar teamgenoot van de Amerikaanse Doris Hart en de Australiër Frank Sedgman.
In 1949 en 1950 versloeg zij op het Zweedse kampioenschap de Deens/Duitse grandslamkampioen Hilde Sperling. In 1952 versloeg zij de Amerikaanse Barbara Davidson op het US Indoorkampioenschap. In 1952 bereikte zij haar hoogste positie op de wereldranglijst: de zevende plaats. Op het Tri-state kampioenschap in Cincinnati van 1953 versloeg zij de Amerikaanse Anita Kanter in het enkelspel, om vervolgens samen met diezelfde Kanter de dubbelspeltitel te veroveren.
In mei 1941, tijdens de Tweede Wereldoorlog, sloot Coyne-Long zich aan bij het Rode Kruis als chauffeur en in 1942 werd zij lid van de Australian Women's Army Service (AWAS) waar zij de rang van kapitein bereikte. Als de oorlog niet had ingegrepen, zou naar alle waarschijnlijkheid haar erelijst meer titels buiten Australië hebben omvat. Voor haar inzet tijdens de oorlog kreeg zij erkenning in de vorm van de Australian War Medal en de Australian Service Medal.
Na haar actieve tennisloopbaan (1960) begon zij met tennislessen geven en het coachen van jong tennistalent in New South Wales. In 1963 was zij een van de drijvende krachten bij het oprichten van de Federation Cup, als vrouwelijk equivalent van de al sinds 1900 bestaande Davis Cup. Voorts was Coyne-Long intensief betrokken bij het tennismuseum en de bibliotheek van New South Wales, alsmede bij het Women's Royal Australian Army Corps. Daarvoor ontving zij in 1999 de Volunteer Service Award.
Op 30 augustus 2000, in het jaar van de Olympische Spelen in Sydney, kreeg zij de Australische sportmedaille (Australian Sports medal) toegekend, en twee jaar later werd zij opgenomen in de Australische Tennis Hall of Fame. In 2013 werd Coyne-Long opgenomen in de internationale Tennis Hall of Fame. Ter gelegenheid van deze inhuldiging vertelde zij de Daily Telegraph in februari 2013: "Ik ben erg trots op de toekenning omdat het destijds moeilijker was om een goede tennisser te zijn."
Op 13 april 2015 overleed Thelma Coyne-Long op 96-jarige leeftijd, in een tehuis voor oorlogsveteranen in Narrabeen, een voorstad van Sydney.

## Palmares
Op de grandslamtoernooien bereikte zij 32 maal de finale, waarvan zij negentien keer de titel won:
| toernooi           | enkelspel | enkelspel | enkelspel | dubbelspel | dubbelspel | dubbelspel | gemengd | gemengd | gemengd | totaal | totaal | totaal |
| toernooi           | w         | v         | +         | w          | v          | +          | w       | v       | +       | w      | v      | +      |
| ------------------ | --------- | --------- | --------- | ---------- | ---------- | ---------- | ------- | ------- | ------- | ------ | ------ | ------ |
| Australian Champ's | 2         | 4         | 6         | 12         | 2          | 14         | 4       | 1       | 5       | 18     | 7      | 25     |
| Roland Garros      |           |           |           |            | 1          | 1          | 1       | 1       | 2       | 1      | 2      | 3      |
| Wimbledon          |           |           |           |            | 1          | 1          |         | 1       | 1       |        | 2      | 2      |
| US Championships   |           |           |           |            |            |            |         | 2       | 2       |        | 2      | 2      |
| TOTAAL             | 2         | 4         | 6         | 12         | 4          | 16         | 5       | 5       | 10      | 19     | 13     | 32     |

### Finaleplaatsen enkelspel
| nr.              | finale     | toernooi               | ondergrond | tegenstandster      | score         |
| ---------------- | ---------- | ---------------------- | ---------- | ------------------- | ------------- |
| gewonnen finales |            |                        |            |                     |               |
| 1.               | 1935-11-17 | Sydney                 | gras       | Joan Hartigan       | 6-2, 6-4      |
| 2.               | 1949-07-17 | Båstad (1)             | gravel     | Hilde Sperling      | 6-2, 6-3      |
| 3.               | 1950-07-23 | Båstad (2)             | gravel     | Hilde Sperling      | 3-6, 6-2, 6-4 |
| 4.               | 1952-01-28 | Australian Champ's (1) | gras       | Helen Angwin        | 6-2, 6-3      |
| 5.               | 1953-02-22 | US Indoor              | hout (i)   | Barbara Davidson    | 5-7, 6-0, 9-7 |
| 6.               | 1953-07-05 | Cincinnati             | gravel     | Anita Kanter        | 7-5, 6-2      |
| 7.               | 1954-02-01 | Australian Champ's (2) | gras       | Jenny Staley        | 6-3, 6-4      |
| verloren finales |            |                        |            |                     |               |
| 1.               | 1940-01-29 | Australian Champ's     | gras       | Nancye Wynne        | 7-5, 4-6, 0-6 |
| 2.               | 1951-01-31 | Australian Champ's     | gras       | Nancye Wynne-Bolton | 1-6, 5-7      |
| 3.               | 1952-09-28 | Berkeley               | hardcourt  | Shirley Fry         | 9-7, 2-6, 4-6 |
| 4.               | 1953-07-26 | Toronto                | gras       | Melita Ramírez      | 1-6, 2-6      |
| 5.               | 1955-01-31 | Australian Champ's     | gras       | Beryl Penrose       | 4-6, 3-6      |
| 6.               | 1956-01-30 | Australian Champ's     | gras       | Mary Carter         | 6-3, 2-6, 7-9 |

### Finaleplaatsen vrouwendubbelspel
| nr.              | finale     | toernooi                | ondergrond | partner               | tegenstandsters                       | score         |
| ---------------- | ---------- | ----------------------- | ---------- | --------------------- | ------------------------------------- | ------------- |
| gewonnen finales |            |                         |            |                       |                                       |               |
| 1.               | 1936-01-27 | Australian Champ's (1)  | gras       | Nancye Wynne          | May Blick Katherine Woodward          | 6-2, 6-4      |
| 2.               | 1937-01-30 | Australian Champ's (2)  | gras       | Nancye Wynne          | Nell Hall-Hopman Emily Hood-Westacott | 6-2, 6-2      |
| 3.               | 1938-01-31 | Australian Champ's (3)  | gras       | Nancye Wynne          | Dorothy Bundy Dorothy Workman         | 9-7, 6-4      |
| 4.               | 1938-10-16 | Berkeley (1)            | gravel     | Nancye Wynne          | Nell Hall-Hopman Dorothy Stevenson    | 8-6, 6-8, 6-2 |
| 5.               | 1939-01-28 | Australian Champ's (4)  | gras       | Nancye Wynne          | May Hardcastle Emily Hood-Westacott   | 7-5, 6-4      |
| 6.               | 1940-01-28 | Australian Champ's (5)  | gras       | Nancye Wynne          | Joan Hartigan Emily Niemeyer          | 7-5, 6-2      |
| 7.               | 1947-01-27 | Australian Champ's (6)  | gras       | Nancye Wynne-Bolton   | Mary Bevis Joyce Fitch                | 6-3, 6-3      |
| 8.               | 1948-01-26 | Australian Champ's (7)  | gras       | Nancye Wynne-Bolton   | Mary Bevis Pat Jones                  | 6-3, 6-3      |
| 9.               | 1949-01-31 | Australian Champ's (8)  | gras       | Nancye Wynne-Bolton   | Doris Hart Marie Toomey               | 6-0, 6-1      |
| 10.              | 1949-07-17 | Båstad (1)              | gravel     | Joyce Fitch           | Birgit Gullbrandsson Hilde Sperling   | 6-1, 6-1      |
| 11.              | 1950-07-23 | WTA Båstad (2)          | gravel     | Mary Lagerborg        | Rita Anderson Joan Curry              | 6-3, 6-3      |
| 12.              | 1951-01-31 | Australian Champ's (9)  | gras       | Nancye Wynne-Bolton   | Joyce Fitch Mary Bevis-Hawton         | 6-2, 6-1      |
| 13.              | 1952-01-28 | Australian Champ's (10) | gras       | Nancye Wynne-Bolton   | Alison Burton Mary Bevis-Hawton       | 6-1, 6-1      |
| 14.              | 1952-04-21 | Rome (1)                | gravel     | Nell Hall-Hopman      | Nicla Migliori Vittoria Tonolli       | 6-2, 6-8, 6-3 |
| 15.              | 1952-09-28 | Berkeley (2)            | hardcourt  | Shirley Fry           | Janet Hopps Anita Kanter              | 3-6, 6-2, 6-2 |
| 16.              | 1953-07-05 | Cincinnati              | hardcourt  | Anita Kanter          | Laura Lou Kunnen Joan Merciadis       | 7-5, 6-2      |
| 17.              | 1953-07-26 | Toronto                 | gras       | Melita Ramírez        | Hilde Doleschell Laura Lou Kunnen     | 6-1, 6-2      |
| 18.              | 1956-01-30 | Australian Champ's (11) | gras       | Mary Bevis-Hawton     | Mary Carter Beryl Penrose             | 6-2, 5-7, 9-7 |
| 19.              | 1956-05-08 | WTA Rome (2)            | gravel     | Mary Bevis-Hawton     | Angela Buxton Darlene Hard            | 6-4, 6-8, 9-7 |
| 20.              | 1957-05-12 | WTA Rome (3)            | gravel     | Mary Bevis-Hawton     | Yola Ramírez Rosa Maria Reyes         | 6-1, 6-1      |
| 21.              | 1958-01-27 | Australian Champ's (12) | gras       | Mary Bevis-Hawton     | Lorraine Coghlan Angela Mortimer      | 7-5, 6-8, 6-2 |
| verloren finales |            |                         |            |                       |                                       |               |
| 1.               | 1946-01-29 | Australian Champ's      | gras       | Nancye Wynne-Bolton   | Mary Bevis Joyce Fitch                | 7-9, 4-6      |
| 2.               | 1950-01-31 | Australian Champ's      | gras       | Nancye Wynne-Bolton   | Louise Brough Doris Hart              | 3-6, 6-2, 3-6 |
| 3.               | 1951-04-16 | Rome                    | gravel     | Louise Brough         | Shirley Fry Doris Hart                | 1-6, 5-7      |
| 4.               | 1952-05-31 | Surbiton                | gras       | Patricia Canning-Todd | Helen Fletcher Jean Rinkel            | 4-6, 4-6      |
| 5.               | 1957-07-06 | Wimbledon               | gras       | Mary Bevis-Hawton     | Althea Gibson Darlene Hard            | 1-6, 2-6      |
| 6.               | 1958-05-11 | Rome                    | gravel     | Mary Bevis-Hawton     | Shirley Bloomer Christine Truman      | 3-6, 2-6      |
| 7.               | 1958-06-01 | Roland Garros           | gravel     | Mary Bevis-Hawton     | Yola Ramírez Rosa Maria Reyes         | 4-6, 5-7      |
| 8.               | 1958-09-28 | Berkeley                | hardcourt  | Christine Truman      | Maria Bueno Darlene Hard              | 2-6, 2-6      |

### Finaleplaatsen gemengd dubbelspel
| nr.              | finale     | toernooi           | ondergrond | partner            | tegenstanders                  | score         |
| ---------------- | ---------- | ------------------ | ---------- | ------------------ | ------------------------------ | ------------- |
| gewonnen finales |            |                    |            |                    |                                |               |
| 1.               | 1951-01-31 | Australian Champ's | gras       | George Worthington | Clare Proctor Jack May         | 6-4, 3-6, 6-2 |
| 2.               | 1952-01-28 | Australian Champ's | gras       | George Worthington | Gwen Thiele Tom Warhurst       | 9-7, 7-5      |
| 3.               | 1954-02-01 | Australian Champ's | gras       | Rex Hartwig        | Beryl Penrose John Bromwich    | 4-6, 6-1, 6-2 |
| 4.               | 1955-01-31 | Australian Champ's | gras       | George Worthington | Jenny Staley Lew Hoad          | 6-2, 6-1      |
| 5.               | 1956-05-08 | WTA Rome           | gravel     | Luis Ayala         | Shirley Bloomer Giorgo Fachini | 6-4, 6-3      |
| 6.               | 1956-05-27 | Roland Garros      | gravel     | Luis Ayala         | Darlene Hard Robert Howe       | 4-6, 6-4, 6-1 |
| 7.               | 1957-05-12 | WTA Rome           | gravel     | Luis Ayala         | Shirley Bloomer Robert Howe    | 6-1, 6-1      |
| verloren finales |            |                    |            |                    |                                |               |
| 1.               | 1938-08-27 | US Championships   | gras       | John Bromwich      | Alice Marble Donald Budge      | 1-6, 2-6      |
| 2.               | 1948-01-26 | Australian Champ's | gras       | Bill Sidwell       | Nancye Wynne-Bolton Colin Long | 5-7, 6-4, 6-8 |
| 3.               | 1951-06-04 | Roland Garros      | gravel     | Mervyn Rose        | Doris Hart Frank Sedgman       | 5-7, 2-6      |
| 4.               | 1952-07-05 | Wimbledon          | gras       | Enrique Morea      | Doris Hart Frank Sedgman       | 6-4, 3-6, 4-6 |
| 5.               | 1952-08-24 | US Championships   | gras       | Lew Hoad           | Doris Hart Frank Sedgman       | 3-6, 5-7      |
| 6.               | 1958-05-11 | WTA Rome           | gravel     | Luis Ayala         | Shirley Bloomer Giorgo Fachini | 6-4, 2-6, 7-9 |

## Resultaten grandslamtoernooien
| Legenda | Legenda                          |
| ------- | -------------------------------- |
| g.t.    | geen toernooi gehouden           |
| l.c.    | lagere categorie                 |
| –       | niet deelgenomen                 |
| G       | uitgeschakeld in de groepsfase   |
| 1R      | uitgeschakeld in de eerste ronde |
| 2R      | uitgeschakeld in de tweede ronde |
| 3R      | uitgeschakeld in de derde ronde  |
| 4R      | uitgeschakeld in de vierde ronde |
| KF      | uitgeschakeld in de kwartfinale  |
| HF      | uitgeschakeld in de halve finale |
| F       | de finale verloren               |
| W       | het toernooi gewonnen            |
| w-v     | winst/verlies-balans             |

† in 1946 en 1947 werd Roland Garros na Wimbledon gehouden

### Enkelspel
| Australian Champ's | 1R | HF | HF | KF | HF | F    | KF | HF | 2R | HF | KF | F  | W  | W | F | F  | –  | 2R | 1R |
| Roland Garros      | –  | –  | –  | 2R | –  | g.t. | –  | –  | –  | –  | –  | KF | –  | – | – | 3R | –  | 3R | –  |
| Wimbledon          | –  | –  | –  | 3R | –  | g.t. | –  | –  | –  | 4R | 3R | 1R | KF | – | – | 1R | 1R | 4R | –  |
| US Championships   | –  | –  | –  | 3R | –  | –    | –  | –  | –  | –  | –  | –  | KF | – | – | –  | –  | 2R | –  |

### Vrouwendubbelspel
| Australian Champ's | HF | W | W | W  | W | W    | F | W | W | W  | F  | W  | W  | HF | W  | – | W  | HF | –  |
| Roland Garros      | –  | – | – | 2R | – | g.t. | – | – | – | –  | –  | HF | –  | –  | 2R | – | F  | –  | –  |
| Wimbledon          | –  | – | – | KF | – | g.t. | – | – | – | 2R | HF | 1R | HF | –  | KF | F | HF | –  | 1R |
| US Championships   | –  | – | – | –  | – | –    | – | – | – | –  | –  | –  | –  | –  | –  | – | HF | –  | –  |

### Gemengd dubbelspel
| Australian Champ's | HF | 1R | F | 2R | KF | W | W | W | W | HF | KF |
| Roland Garros      | –  | –  | – | –  | –  | F | – | – | – | W  | 3R |
| Wimbledon          | –  | –  | – | –  | –  | – | F | – | – | –  | –  |
| US Championships   | F  | –  | – | –  | –  | – | F | – | – | –  | –  |